# Zavalla
Zavalla – miasto w Stanach Zjednoczonych, w stanie Teksas, w hrabstwie Angelina.